# Dragonja
Dragonja (italijansko Dragogna) je reka, ki izvira v vzhodnih obronkih Šavrinskega gričevja v občini Koper, dolga je 30 km in je v spodnjem toku obmejna reka s sosednjo Hrvaško.

## Značilnosti
V gornjem toku ima 25 ‰ strmca, ki se v srednjem delu reke do pritoka Rokave zniža na 7,5 ‰, od levega pritoka Argile do izliva v morje pa strmec znaša le še 2 ‰.
Porečje reke obsega 95,6 km². Dragonja ima 18 desnih in 13 levih pritokov, od katerih sta bila za izrabo vodne energije najpomembnejša desni pritok Rokava in levi pritok Argila, drugi pritoki so hudourniki. Dragonja je značilna sredozemska reka, pritoki so poleti večinoma suhi. Porečje je večinoma izoblikovala v flišnem gričevju, le manjši del, ki je pretežno na hrvaški strani, je sestavljen iz apnencev. Pritoki se zato globoko vrezujejo v strma pobočja, zato je pokrajina zelo slikovita. Tu se nahajajo številni slapovi in slapišča, soteske, prodišča, meandri, razgaljeni geološki profili, spodmoli, tolmuni in druge značilnosti, ki predstavljajo pomembno geološko, geomorfološko in hidrološko dediščino. Reka je tudi življenjski prostor za zanimiv vodni ter obvodni živalski in rastlinski svet.
Izvira izpod Popeter v več manjših izvirih, 350 m nad morjem, sprva teče proti jugozahodu, pri sprejemu Argile se obrne proti severozahodu in se nato izliva v Piranski zaliv. V spodnjem toku jo pod Bujsko ploščo napaja več močnih in stalnih izvirov, ki povečujejo pretok. Srednji letni pretok znaša v zgomjem delu 0,289 m³/s, v srednjem toku se poveča na 0,330 m³/s in pri izlivu 1,78 m³/s. Z naplavinami finejšega materiala v spodnjem delu, ob izlivu v morje, je izoblikovala obsežno ravnico, na kateri so uredili Sečoveljske soline.
Dragonja je bila nekoč od izliva v Piranski zaliv do Kaštela plovna za majhna plovila. Območje od sotočja Rokave in Dragonje do povirnega dela je zaščiteno z začasno odredbo o zavarovanem območju s strani Mestne občine Koper.

### Slapovi Škrline
Preko vodoravnih plasti peščenjaka se voda ob višjem vodostaju pretaka v slapovih, eni najslikovitejših so ravno na sotočju Dragonje in Rokave, na Škrlinah. 
Za tam prisotno zobato slapičje je značilno, da je nastalo na koncu mrežasto prepokane plošče peščenjaka. Zobje se odlomijo, ko jim reka spodje podlago, zato se brzica pomika po strugi navzgor.